# 晴天林
晴天林（1986年6月1日—）是一名香港網絡創作歌手、二次創作者和YouTuber。
晴天林在雨傘運動及疫情期間創作和演唱諷刺時弊歌曲，首次受到關注。他曾任職營銷行業，但在2019年3月辭去工作，創辦了一家獨立錄音室。在反送中運動期間，晴天林透過歌曲改編詞來諷刺香港警察和政府的支持者。除了二次創作歌曲外，他亦曾創作關於心碎、愛情、工薪階層和黑糖珍珠奶茶的原創歌曲。晴天林透過YouTube、Facebook、Instagram和LIHKG上載音樂影片。

## 生平
晴天林於1986年出生，是一個內向的人，形容自己有點佛系。年輕時，他學會彈鋼琴、編曲和唱歌，曾參加過各式歌唱比賽。畢業後，他從事全職營銷工作，每年亦將一兩個音樂樣本傳給唱片公司。雖然音樂最終沒被採用，但他獲得了一些回覆。在雨傘運動前，他是非政治主義的人，對社會事務想得不多。不過他在雨傘運動期間，寫了一首「算多人看」的社會運動歌曲。
2019年3月，30多歲的晴天林辭去營銷工作，成立獨立錄音室，打算成為流行曲製作人。他當時計劃，如果不能以此謀生，會再找一份工作。他會在錄音室幫助業餘音樂家錄音和編曲，以培養他們對音樂的興趣，希望錄音室能為他們提供平台。不過由於反送中運動和新冠肺炎疫情，他的錄音室沒有生意，因此他在錄音室自行製作歌曲。晴天林最初不打算成為線上歌手，但在反送中運動開始後，他的確成為了線上歌手。
晴天林創建了一個YouTube頻道，最初主要上傳原創歌曲，並獲得數千點擊率。為了吸引更多觀眾，他開始翻唱歌曲，而且以社會為主題重寫了歌詞，獲得數萬點擊率。反送中運動使他的歌聲受到了關注，更令他的翻唱影片獲得數十萬點擊率。自由亞洲電台指，他的影片觀看次數比許多傳統歌手更多。晴天林大約每兩週上傳一首歌曲。他曾想過成為主流歌手兼詞曲作家，但已不再感興趣，因為他認為主流歌手被唱片公司控制，不能自由說話，而線上歌手不必擔心自由說話時會失去工作。
由反送中運動開始直至2020年5月，晴天林已經改編及翻唱50多首歌曲。他每篇歌詞需要介乎一小時至數天來改編。之後他在錄音室錄音約兩至三小時，用一至兩個小時拍攝音樂影片，並用兩到三個小時進行編輯。因為他翻唱歌曲，所以他的大多數影片都沒有廣告收入。他沒有從YouTube上賺到很多錢，他認為這是一份副業。他透過接受外判音樂工作獲得收入，例如蘋果日報的音樂。晴天林開始將他的歌曲上傳到音樂串流平台KKBOX，並在Facebook上分享。晴天林亦在YouTube上直播唱歌。他於2010年創建了Facebook專頁。直至2020年5月，他在Facebook和YouTube上有近10萬名粉絲。am730專欄作家方俊傑說，有些人認為晴天林不是一個真正的歌手，因為他沒有推出任何唱片，沒有將歌曲派台，沒有唱過任何電視劇的主題曲，他活躍Facebook、YouTube和LIHKG上。方俊傑指，晴天林的產量高於絕大部分歌手，如果將他與曾翻唱歌曲的歌手相比，方俊傑認為晴天林應該被認為是一個真正的歌手。
2019年12月，晴天林與其他三名LIHKG使用者擔任ViuTV節目《晚吹 - 又要威 又要戴頭盔》嘉賓。反送中運動開始後，他開始每月兩三次在街頭表演。他選擇在住宅區附近表演，因為他們認為離市民較近。他堅持不去尖沙咀海濱等遊客熱點。在他的一次表演中，一名老人撞倒他的鋼琴後離開，導致觀眾責罵該名老人。他支持黃色商店，並為他們寫歌。
2020年，填詞家林夕在網上上載了一份30年前的手稿，名為《兒歌》，點名希望晴天林演唱。歌曲描寫小朋友對父母的控訴，原本由張國榮主唱，但當年沒有被錄進專輯。晴天林於是為此曲編曲，他選用了童話感覺的編曲，以平衡歌詞所帶來的傷感。《Metro Pop》認為，「旋律加上他那帶點稚氣的聲線演繹，令這首歌聽起來，就如唱出了一直埋藏在成年人內心的那份童真，渴望在現實世界中被疼愛。」林夕邀請晴天林，加上傳媒報道，令更多人認識晴天林。
《港區國安法》頒佈後，晴天林指他改變了自己的行為。他擔心因撰寫和演唱兩首關於太子站襲擊事件的歌曲而被羈押。他沒有就一些人希望他唱的話題唱歌，因為他認為這些話題太敏感了。當他為一首關於警察的歌曲填詞時，他需要用代號替換一些單詞，也不會使用髒話。他將避免使用類似「光復香港，時代革命」的口號。一些為他歌曲貢獻歌詞的網民因為很害怕而不再填詞。由於晴天林創作了支持社會運動的歌曲，他失去了許多在商場演出的機會。他與家人就他的行動主義存在分歧，因此他盡最大努力避免與家人討論政治。他的父母敦促他停止製作政治歌曲，因為他們擔心他會因違反法律而被捕。晴天林說：「我很害怕，但我不會停止這樣做」，並指寫歌可以引起公眾對社會問題的認識 ，因為「音樂可以透過新增不同的風格來重新包裝新聞，如幽默感」。
2022年3月初，晴天林開始發燒、喉嚨痛，進行快速檢測後確診新冠肺炎。他當時自我隔離，服食退燒藥、維他命等。他在兩星期後康復，但仍有頭暈、咳嗽、容易疲倦等後遺症。
2024年為梁祖堯的風車草劇團音樂劇《Di-Dar》填詞，在2025年4月28日第33屆香港舞台劇獎奪得「最佳填詞」獎項。
2025年6月，於西九文化區留白Livehouse舉辦首個售票演唱會留港慶生晴天林音樂會，於音樂會舉行前兩天宣佈經審慎評估後取消。

## 歌曲
2019年5月16日，晴天林在YouTube和Facebook上傳了翻唱車婉婉和許志安歌曲《會過去的》的影片，其中他與虛擬助理Siri合唱歌曲。他意識到沒有人可以與自己合唱後，看到了他的iPad並想到了Siri。他花了五至六小時製作影片，首先錄製Siri說話，然後使用編曲軟體來修復音高和節奏。影片的原創和搞笑令網民讚賞。之後他寫了關於關係破裂和黑糖珍珠鮮奶的歌曲。
《蘋果日報》報道，「（晴天林）力圖栽種絕處的花，以黑色幽默面對亂世。」從2019年6月開始，晴天林創作了許多政治作品。反送中運動開始後，他於2019年6月混合了一些代表香港的歌曲，製作《香港之歌 Medley》，以鼓勵示威者。他的諷刺歌曲批評警方在反送中運動中的不當行為，包括濫用暴力和濫捕。他改編了周杰倫的《爸，我回來了》，並改名為《警察，你辛苦了》，以嘲弄警察在太子站襲擊事件期間的行為。歌曲開首的歌詞寫道：「8月31日我返屋企就打開新聞，見到一班警察喺太子亂打人洩憤，大家都係香港人，點解你冇咗良心」壹電視評論說，「整首歌曲以寫實風格，控訴港警的不當執法」，指歌曲推出後引起大量迴響及共鳴。晴天林其中一首改編歌《連儂牆》，靈感來自他看到新聞報道，一位長者襲擊在連儂牆上貼上傳單的學生。他感到很氣憤，所以立刻改寫歌曲。這首歌令他受到關注。他以前看到他想評論的東西時，偶爾會寫歌。但由他受歡迎開始，如果觀眾要求他為某件事情改編歌曲，他覺得有義務改編以滿足觀眾。
晴天林將郭富城的歌曲改編成《國貨城2019光復精選大碟》。歌曲發佈三天內獲得一百萬點擊率。他還改編了其他有關反送中運動的歌曲，例如《禁止蒙面規例》、催淚彈、元朗襲擊事件和新屋嶺扣留中心。他改編了電視劇《封神榜》的主題曲，命名為《共臣榜》。歌曲音樂影片風格類似電視節目《頭條新聞》，關於2019年6月三名示威者自殺 、6月12日警察對商業電台記者呼喝、6月30日譚詠麟和鍾鎮濤在親警察聚會上的說話，以及7月1日佔領立法會綜合大樓。
晴天林改編了《普世歡騰》等聖誕歌曲，命名為《黑色聖誕 Medley 2019》。歌曲第一句歌詞稱香港警察為「亞洲最佳垃圾」。其他歌曲包括《呢班黑警正垃圾》（改編自《聽啊！天使高聲唱》）、《鄧炳強 is Coming to Town》（改編自《聖誕老人進城來》）、《何君奶隻鵝》（改編自《铃儿响叮当》）、《和理勇武》（改編自《聖誕樹》）和《冚台橙》（改編自《我們祝你聖誕快樂》。最後以「Glory to Hong Kong（願榮光歸香港）」結尾。
2020年3月26日，晴天林將盧冠廷歌曲《陪着你走》改編為《全面禁酒》，諷刺行政長官林鄭月娥在新冠肺炎疫情期間的禁酒令。《陪着你走》的版權持有人百代唱片迅速以侵犯版權為由檢舉下架。他之後上傳了一段新影片，他只閱讀歌詞，不配以旋律，以抗議刪除。
2020年8月，晴天林改寫了陳奕迅、古巨基、容祖兒和鄭伊健的共六首歌曲歌詞，並混合成為《楊明立萬Medley》，嘲笑楊明涉嫌酒後駕駛被拘留。這首混合曲上傳約12小時後獲得了超過15萬次點擊率。鄭敬基讚賞這首歌，又稱「有真才華嘅音樂人真係特別吸引」。
2021年11月，晴天林改編譚詠麟的《一生中最愛》為《粉絲的厚愛》，講述譚詠麟被指涉婚外情。他在音樂影片中一邊抹眼淚一邊吃牛肉麵。12月，他將侯德健的《龍的傳人》改編為《成龍的傳人》。歌詞寫入爆發桃色糾紛的中港台男藝人，包括陳冠希、陶喆、林俊杰、羅志祥、吳亦凡、許志安、譚詠麟、李雲迪及王力宏，最後以「婚外情始祖」成龍作結，稱他們都是成龍的傳人。
2022年3月，晴天林改編肥媽的《媽媽I love you》為《方艙I love you》，諷刺肥媽稱方艙醫院環境可以媲美私家醫院。音樂影片以方艙醫院作背景，晴天林佩戴墨鏡並穿上碎花長裙，以肥媽獨特唱腔唱歌。
不過晴天林曾在直播影片中回應，以“尖沙咀肥媽”名義模仿肥媽唱腔的是另有其人，很多人誤會了是由他本人唱。 他在《脫葡之光 （页面存档备份，存于）》再次在置頂留言澄清。
『尖沙咀肥媽』的真正身份是敲擊樂、聲樂男導師和業餘街頭藝人－李嘉晉。
2023年， 晴天林模仿阿舜的走音版《娃娃愛天下》（原唱：林曉培），以諷刺立法會議員容海恩支持警方通緝袁弓夷
2024年，晴天林與狗宮格和網友共同改編《容易受傷的女人》，甚至化身「晴天媛」到日本拍攝，談及由治及興的好處。
2024年2月22日改編梁漢文的《七友》為《龍友》，講述李龍基與未婚妻王青霞的忘年戀和王氏偽造學歷一事。
2024年8月3日改編仙杜拉的《啼笑因緣》為《乒乓姻緣》，以歌頌代表盧森堡參賽的倪夏蓮與教練的愛情和她在2024年奧運的比賽點滴。

## 原創流行歌曲
- 2022年：黃曦桃（Featuring 晴天林）《好想和你踩Roller》 (曲、詞、合唱)[28]

## 外部連結
- YouTube上的晴天林 Sunny Lam頻道
- 晴天林 Sunny Lam的Facebook專頁
- 晴天林 Sunny Lam的Instagram帳戶